# 布古拉 (庫利科羅區)
12°18′29″N 7°47′32″W / 12.30806°N 7.79222°W
布古拉（法語：Bougoula），是馬里的城鎮，位於該國西南部，由庫利科羅區的卡蒂省負責管轄，處於首都巴馬科以南50公里，海拔高度348米，2009年該鎮人口10,780。